# Владислав Опольчик
Владисла́в Опольчик (пол. Władysław Opolczyk, между 1326 и 1332 годами — 18 мая 1401 года) — князь Опольский (1356—1401), Велюнский (1370—1391), Иновроцлавский (1378—1392), владелец Крнова (1384—1390), Добжинской земли (1378—1392), граф-палатин Венгрии (1367—1372), граф-палатин Польши (1378), наместник Галицко-Волынского княжества (1372—1378).

## Молодость
Владислав был старшим сыном опольского князя Болеслава II и Елизаветы Свидницкой (внучки короля Польши Владислава Локетека). О его юности мало что известно. Движимый желанием приобрести опыт в политической сфере, молодой Владислав уехал в Венгрию, где женился и оставался до смерти отца.
После смерти князя Болеслава II в 1356 году Владислав совместно с младшими братьями Болеславом III и Генрихом унаследовал Опольское княжество. Владислав сумел уговорить братьев не делить небольшую территорию княжества и признать его доминирующую роль в управлении им. Болеслав и Генрих остались формально соправителями Опольского княжества, но фактически вся власть принадлежала Владиславу.

## Политическая карьера

### При дворе Людовика Венгерского
Свою политическую карьеру Владислав Опольчик начал в начале 1360-х годов при дворе короля Людовика Венгерского. В сентябре 1364 году в составе свиты венгерского короля он принимал участие в знаменитом съезде монархов в Кракове, состоявшимся в столице польского королевства по инициативе короля Казимира Великого. Два года спустя Владиславу была поручена более серьёзная миссия — по поручению Людовика он провел дипломатические переговоры с Вацлавом Люксембургским о возможном браке последнего с племянницей Людовика. Венгерский король рассчитывал при помощи этого союза укрепить связи с влиятельным Люксембургским домом.
Верная служба при дворе короля Венгрии очень быстро принесла свои плоды. Уже в начале 1367 года Людовик назначил Владислава Опольчика палатином, что сделало опольского князя самой влиятельной политической фигурой при венгерском дворе. В частности, Владислав получил право на рассмотрение судебных дел, причем последней инстанцией в случае обжалования решений Опольчика выступал сам венгерский король. Владиславу удалось показать себя талантливым управленцем — на должности палатина в период с 1367 по 1372 годы он успел созвать 4 генеральные конгрегации (congregatio generalis) для решения судебных споров. Возможно, его активность можно объяснить и финансовым фактором: в личную казну палатина поступало две трети судебных пошлин.
Однако Опольчик не ограничивался исключительно внутриполитической деятельностью. Так, в 1368 году он принял участие в военном походе в Болгарию. В 1370 году, после смерти короля Казимира Великого, он активно содействовал принятию решения о передаче польской короны Людовику Венгерскому. Кроме того, под его давлением были отмены те пункты завещания Казимира, в которых говорилось о передаче земель внуку и тезке короля — Казимиру IV Слупскому, а также другим внебрачным сыновьями Казимира. В награду за свои старания Владислав получил от Людовика велюньские земли, из которых было образовано Велюнское княжество, и Ченстохову. Приблизительно в это время, между 1370 и 1375 годами, умер дядя опольских князей Альберт Стшелецкий. Владислав не стал претендовать на его наследство, и Стшелецкое княжество унаследовал его брат Болеслав III, после чего Владислав стал и де-юре единоличным правителем Опольского княжества.
В 1371 году Владислав возглавил военный поход против чешских Люксембургов, вылившийся в опустошение Моравии, что, впрочем, не помешало ему уже год спустя возглавить посредническую миссию для разрешения спора между королем Чехии Карлом IV и Людовиком Венгерским.

### Наместник Галицкой Руси
В октябре 1372 года Владислав Опольчик неожиданно лишился должности палатина. И хотя он сохранил большую часть своих земельных владений в Венгрии, его политическое влияние заметно ослабело. В качестве компенсации Людовик Венгерский назначил его наместником венгерской части Галицко-Волынского княжества, где он активно занялся экономическим развитием вверенных ему территорий. Резиденцией Владислава был Львов, но в конце своего пребывания в Галицкой Руси он стал проводить много времени в Галиче. Единственной проблемой за время в целом удачной деятельности Владислава качестве наместника был церковный вопрос: Владислав слишком активно поддерживал католическую церковь на Руси, что вызывало недовольство галичских бояр.
По совету Владислава король Людовик решил выдать польской шляхте Кошицкие привилеи (1374 год), согласно которым налог на земельный лан снижался до 2 грошей (с 24 при Казимире Великом). Взамен шляхта обязывалась признать одну из дочерей Людовика в качестве наследницы польского трона.

### Расширение влияния в Польше
Спустя шесть лет король Людовик отозвал Владислава Опольчика из Галицкой Руси. Его решение было вызвано кровавыми столкновениями в Кракове, в результате которых были убиты 160 венгров из личной охраны королевы Елизаветы, матери Людовика и фактической правительницы Польши. Опасаясь за свою жизнь, Елизавета бежала из Польши, и на её место Людовик назначил Владислава. Однако Опольчик недолго находился у власти. Против него решительно выступила польская шляхта, возмущенная лоббированием интересов венгерской короны (деятельность Владислава привела, в частности, к потере Польшей Галицкой Руси в пользу Венгрии).
В качестве компенсации за нереализованные политические амбиции Владислав получил от Людовика Добжинскую землю и часть Куявии с городами Быдгощ, Иновроцлав и Гневково. Эти территории находились на границе с землями Тевтонского ордена, с которым князь достаточно быстро установил дружеские отношения. В частности, он неоднократно призывал тевтонских рыцарей для ликвидации разбойников в его владениях.
Хуже складывались отношения Владислава с другим соседом, плоцким епископом Добеславом Сувкой, с которым Владислав повздорил из-за финансовых вопросов. Это привело к тому, что Сувка отлучил князя от церкви, хотя через год это решение было отменено архиепископом Гнезно. В качестве искупления Владислав Опольчик должен был основать монастырь паулинов на Ясной Горе в Ченстохове, что он и сделал в 1382 году, передав в дар монастырю вывезенную из Руси чудотворную икону Божьей Матери, признанную впоследствии главной святыней Польши.
В 1382 году умерли младший брат Владислава Болеслав III, оставивший четырёх малолетних сыновей, и бездетный немодлинский князь Генрих I. Это дало возможность Владиславу Опольчику расширить своё влияние в Верхней Силезии. Он вступил в спор за наследство немодлинского князя и вынудил короля Чехии Вацлава IV отменить ранее принятое им решение передать княжество за плату Пшемыславу I Носаку, князю Цешинскому. В 1383 году Немодлинское княжество было разделено между Владиславом Опольчиком (Глогувек и Прудник) и сыновьями Болеслава III (Немодлин). Владислав также стал поддерживать церковную карьеру старшего сына Болеслава III Яна Кропидло, пролоббировав назначение его епископом Познанским, несмотря на юный возраст.
10 сентября 1382 года умер главный покровитель Владислава Людовик Венгерский. Несмотря на то, что раньше Владислав Опольчик поддерживал в качестве претендентов на польский трон дочерей Людовика, он выставил собственную кандидатуру. Однако достаточно быстро понял, что поддержки у шляхты он не получит, и поддержал кандидатуру Семовита IV Плоцкого.

### Попытка государственного переворота и конец политической карьеры
Вопреки старым источникам, в настоящее время скорее исключается возможность сотрудничества Опольчика с новым королем Польши Владиславом II Ягайло в первые годы его правления. Тем более неприемлемы предположения, что в 1386 году князь Опольский был крестным отцом нового польского короля, потому что, согласно архивам, через два дня после крещения он находился в 90 километрах от Кракова..
В любом случае, в 1388 году король Владислав II лишил Опольчика части земель в Куявии. В ответ на это Владислав решился на государственный переворот и захватил Вавель — королевскую резиденцию в Кракове. Однако генеральный староста Кракова Сендзивой Палука подавил мятеж и взял Владислава в плен. Освободиться ему удалось только на условиях полного отказа от претензий на польский трон. Разозлившийся Владислав II Ягайло также заблокировал назначение племянника Опольчика Яна Кропидло архиепископом Гнезно.
В 1391 году конфликт разгорелся с новой силой. Причиной стала передача Владиславом под залог крестоносцам стратегически важного объекта — замка в Злоторе с соседними территориями. Король Владислав II Ягайло, опасаясь тесного союза Владислав Опольчика, Тевтонского ордена и чешского короля Сигизмунда Люксембургского, решил отобрать у Опольчика его польские владения. В результате польские войска заняли все земли Владислава Опольчика в Великой Польше и Куявии, за исключением Болеславца и Добжинской земли.
В 1393 году Владислав Опольчик заложил Добжинскую землю Тевтонскому ордену за 50 тысяч венгерских флоринов. Он также пытался вовлечь великого магистра Тевтонского ордена Конрада фон Валленрода в разрабатываемый им план раздела Польши между Орденом, Венгрией и Чехией, однако, ввиду неподготовленности тевтонцев к конфликту, этот план не был реализован.
Начавшаяся в 1393 году война Владислава Опольчика и Владислава II Ягайло закончилась в 1396 году победой последнего. Королевские войска заняли владения Опольчика в Силезии, после чего направились в Ополе, где племянники Владислава 6 августа того же года решили заключить мир с королем Польши. С этого момента политическую карьеру Владислава Опольчика можно считать законченной. После этого фактическими правителями Опольского княжества стали сыновья Болеслава III Опольского, а Владислав лишь формально считался опольским князем до своей смерти.
Владислав Опольчик умер в мае 1401 года в Ополе и был похоронен в часовне Святой Анны Святой Анны во францисканском монастыре в Ополе.

## Браки и дети
Владислав был женат дважды. Первой женой князя Опольского стала румынская принцесса Елизавета Басараб (ок.1340 ― ок.1364), дочь воеводы Валахии Николае Александру, которую он встретил во время своей первой поездки в Венгрию. Свадьба состоялась в 1353 году. От этого брака родилось две дочери:
- Кинга (1355/1357 — после 1369), монахиня во Буде
- Елизавета (1360—1374), жена с 1372 года Йоста Моравского

Второй женой Владислава Опольчика стала Евфимия Мазовецкая (1344/1357 ― 1424), дочь князя Земовита III Мазовецкого. От этого брака родилось три дочери:
- Катарина (23.03.1367 — 1374), жена с 1382/1386 года Генриха VIII Врубеля, князя Жаганьского и Глогувского
- Ядвига (1376/1378 — после 1390), жена с 1390 года Виганда Ольгердовича, князя Кернавского, младшего брата короля Польши Владислава II Ягайло
- Евфимия (? — до 30.03.1408)

Долгое время считалось, что матерью Катарины была первая жена Владислава, румынская принцесса Елизавета Басараб, дочь воеводы Валахии Николае Александру. Этот вывод делался исходя из известной даты рождения Катарины и предполагаемой даты смерти Елизаветы около 1369 года. Тем же 1369 годом датировался второй брак Владислава с Евфимией Мазовецкой, дочерью князя Мазовецкого Земовита III. Но современные исследователи склонны датировать второй брак князя Владислава Опольчика не позднее 1366 года, исходя из чего Катарину следует считать дочерью Евфимии Мазовецкой.